# Fairfield (Maine)
Fairfield és una població dels Estats Units a l'estat de Maine (EUA). Segons el cens del 2000 tenia 6.573 habitants.

## Demografia
Segons el cens del 2000, Fairfield tenia 6.573 habitants, 2.586 habitatges, i 1.773 famílies. La densitat de població era de 47,2 habitants/km².
Dels 2.586 habitatges en un 33,6% hi vivien nens de menys de 18 anys, en un 52% hi vivien parelles casades, en un 11,8% dones solteres, i en un 31,4% no eren unitats familiars. En el 24,1% dels habitatges hi vivien persones soles el 8,7% de les quals corresponia a persones de 65 anys o més que vivien soles. El nombre mitjà de persones vivint en cada habitatge era de 2,47 i el nombre mitjà de persones que vivien en cada família era de 2,92.
Per edats la població es repartia de la següent manera: un 26,8% tenia menys de 18 anys, un 7,2% entre 18 i 24, un 30,6% entre 25 i 44, un 23,4% de 45 a 60 i un 12,1% 65 anys o més.
L'edat mediana era de 37 anys. Per cada 100 dones de 18 o més anys hi havia 91,7 homes.
La renda mediana per habitatge era de 36.462 $ i la renda mediana per família de 43.533 $. Els homes tenien una renda mediana de 31.227 $ mentre que les dones 22.930 $. La renda per capita de la població era de 16.335 $. Entorn del 6,3% de les famílies i el 10,4% de la població estaven per davall del llindar de pobresa.